# استفانی مارتینی
استفانی مارتینی (انگلیسی: Stefanie Martini؛ زادهٔ ۶ اکتبر ۱۹۹۰) بازیگر اهل بریتانیا است. وی از سال ۲۰۱۶ میلادی تاکنون مشغول فعالیت بوده‌است.
از فیلم‌ها یا برنامه‌های تلویزیونی که وی در آن نقش داشته‌است، می‌توان به توفند، خانه شوم و آخرین پادشاهی اشاره کرد.